# 王家新
王家新（1957年—），男，湖北丹江口人，中国当代诗人、诗歌评论家、翻译家。

## 生平
王家新生于湖北省丹江口市，1982年毕业于武汉大学中文系，之后任教于郧阳师范高等专科学校。1985年成为《诗刊》编辑。1992年到英国访问，后回国任教于北京教育学院、中国人民大学。

## 作品
著有诗集《纪念》、《游动悬崖》、《楼梯》、《王家新的诗》、《未完成的诗》等。评论作品有《人与世界的相遇》、《夜莺在它自己的时代》、《对隐秘的热情》、《没有英雄的诗》、《坐矮板凳的天使》、《取道斯德哥尔摩》、《为凤凰找寻栖所——现代诗歌论集》、《雪的款待》等。王家新是知识分子写作诗群的代表之一，1990年代是其创作的顶峰。他的诗风格厚重，颇有历史感和命运感，强调内省的力量。